# Felipe Buergo Elcuaz
Felipe Buergo Elcuaz est un ancien arbitre mexicain de football des années 1960. Il fut arbitre assistant à trois reprises lors de la Coupe du monde 1962.

## Carrière
Il a officié dans une compétition majeure : 
- JO 1968 (1 match)